# Samoa op de Olympische Zomerspelen 2008
Samoa nam deel aan de Olympische Zomerspelen 2008 in Peking, China.
Samoa debuteerde op de Zomerspelen in 1984 en deed in 2008 voor de zevende keer mee. Net als bij de vorige zes deelnames won Samoa deze editie geen medaille. In 2017 ontving de gewichthefster Ele Opeloge, die in 2008 vierde werd, alsnog de zilveren medaille als gevolg van dopingschorsingen van twee gewichtheffers die boven haar eindigden. Dit was de eerste medaille van Samoa op de Spelen.

## Medailleoverzicht
| Sport         | Olympiër    | Discipline | Medaille |
| ------------- | ----------- | ---------- | -------- |
| Gewichtheffen | Ele Opeloge | +75kg (v)  | Zilver   |

## Deelnemers en resultaten

### Atletiek
| Olympiër       | Discipline      | Resultaat | Prestatie                             |
| -------------- | --------------- | --------- | ------------------------------------- |
| Aunese Curreen | 800m (m)        | 29e       | serie 5: 6de in 1.47,45 (NR)          |
|                |                 |           |                                       |
| Serafina Akeli | speerwerpen (v) | 49e       | kwalificatiegroep B: 23ste met 49,26m |

### Boksen
| Olympiër                | Discipline | Resultaat | Prestatie                                                             |
| ----------------------- | ---------- | --------- | --------------------------------------------------------------------- |
| Satupaitea Farani Tavui | -81kg (m)  | 17e       | 1ste ronde: V van CRO Sivolija-Jelica: scheidsrechterlijke beslissing |

### Boogschieten
| Olympiër      | Discipline      | Resultaat | Prestatie                                                                   |
| ------------- | --------------- | --------- | --------------------------------------------------------------------------- |
| Joseph Walter | individueel (m) | 64e       | plaatsingsronde: 64ste met 563 punten 1ste ronde: V van MEX Serrano: 88-116 |

### Gewichtheffen
| Olympiër    | Discipline | Resultaat | Prestatie                                                  |
| ----------- | ---------- | --------- | ---------------------------------------------------------- |
| Ele Opeloge | +75kg (v)  | 64e       | trekken: 2de met 119kg stoten: 3de met 150kg totaal: 269kg |

### Kanovaren
| Olympiër                 | Discipline    | Resultaat | Prestatie                                                |
| ------------------------ | ------------- | --------- | -------------------------------------------------------- |
| Rudolph Berking-Williams | K-1 500m (m)  | DNF       | serie 1: 8ste in 1.47,839 halve finale 2: niet gestart   |
| Rudolph Berking-Williams | K-1 1000m (m) | 18e       | serie 3: 7de in 4.00,784 halve finale 1: 9de in 4.04,658 |

Afghanistan · Albanië · Algerije · Amerikaanse Maagdeneilanden · Amerikaans-Samoa · Andorra · Angola · Antigua en Barbuda · Argentinië · Armenië · Aruba · Australië · Azerbeidzjan · Bahama's · Bahrein · Bangladesh · Barbados · België · Belize · Benin · Bermuda · Bhutan · Bolivia · Bosnië en Herzegovina · Botswana · Brazilië · Britse Maagdeneilanden · Bulgarije · Burkina Faso · Burundi · Cambodja · Canada · Centraal-Afrikaanse Republiek · Chili · China · Chinees Taipei · Colombia · Comoren · Congo-Brazzaville · Congo-Kinshasa · Cookeilanden · Costa Rica · Cuba · Cyprus · Denemarken · Djibouti · Dominica · Dominicaanse Republiek · Duitsland · Ecuador · Egypte · El Salvador · Equatoriaal-Guinea · Eritrea · Estland · Ethiopië · Fiji · Filipijnen · Finland · Frankrijk · Gabon · Gambia · Georgië · Ghana · Grenada · Griekenland · Groot-Brittannië · Guam · Guatemala · Guinee · Guinee‑Bissau · Guyana · Haïti · Honduras · Hongarije · Hongkong · Ierland · IJsland · India · Indonesië · Irak · Iran · Israël · Italië · Ivoorkust · Jamaica · Japan · Jemen · Jordanië · Kaaimaneilanden · Kaapverdië · Kameroen · Kazachstan · Kenia · Kirgizië · Kiribati · Koeweit · Kroatië · Laos · Lesotho · Letland · Libanon · Liberia · Libië · Liechtenstein · Litouwen · Luxemburg · Macedonië · Madagaskar · Malawi · Malediven · Maleisië · Mali · Malta · Marshalleilanden · Marokko · Mauritanië · Mauritius · Mexico · Micronesië · Moldavië · Monaco · Mongolië · Montenegro · Mozambique · Myanmar · Namibië · Nauru · Nederland · Nederlandse Antillen · Nepal · Nicaragua · Nieuw-Zeeland · Niger · Nigeria · Noord-Korea · Noorwegen · Oeganda · Oekraïne · Oezbekistan · Oman · Oostenrijk · Oost‑Timor · Pakistan · Palau · Palestina · Panama · Papoea-Nieuw-Guinea · Paraguay · Peru · Polen · Portugal · Puerto Rico · Qatar · Roemenië · Rusland · Rwanda · Saint Kitts en Nevis · Saint Lucia · Saint Vincent en Grenadines · Salomonseilanden · Samoa · San Marino · Sao Tomé en Principe · Saoedi-Arabië · Senegal · Servië · Seychellen · Sierra Leone · Singapore · Slovenië · Slowakije · Soedan · Somalië · Spanje · Sri Lanka · Suriname · Swaziland · Syrië · Tadzjikistan · Tanzania · Thailand · Togo · Tonga · Trinidad en Tobago · Tsjaad · Tsjechië · Tunesië · Turkije · Turkmenistan · Tuvalu · Uruguay · Vanuatu · Venezuela · Verenigde Arabische Emiraten · Verenigde Staten · Vietnam · Wit-Rusland · Zambia · Zimbabwe · Zuid-Afrika · Zuid-Korea · Zweden · Zwitserland
Uitgesloten van deelname: Brunei